# La chica invisible
La chica invisible (prt: A Rapariga Invisível; bra: A Menina Invisível) é uma série de televisão espanhola de drama e mistério produzida pela Morena Films para a The Walt Disney Company. Baseada na trilogia de mesmo nome escrita por Blue Jeans, a série é protagonizada por Daniel Grao e Zoe Stein. Estreou no Disney+ na Espanha em 15 de fevereiro de 2023.

## Premissa
Aurora Ríos, 17 anos, é encontrada morta no portão da escola na cidade de Cárdena. Duas linhas de investigação são abertas: a oficial liderada por Miguel Ángel, e a não oficial por sua filha Julia. Julia e Miguel juntarão as peças do quebra-cabeça e embarcarão em uma jornada cheia de enigmas, pistas e armadilhas.

## Elenco
- Daniel Grao como Miguel Ángel
- Zoe Stein como Julia
- Marta Vallés como Aurora
- Javier Córdoba
- Hugo Welzel
- Rebeca Matellán
- Pablo Gómez-Pando

## Episódios
| N.º | Título                                              | Dirigido por         | Escrito por                       | Exibição original       |
| --- | --------------------------------------------------- | -------------------- | --------------------------------- | ----------------------- |
| 1   | "La chica invisible" "A Garota Invisível"           | Norberto López Amado | Carmen López-Areal e Marina Efron | 15 de fevereiro de 2023 |
| 2   | "El asesino de la brújula" "O Assassino da Bússola" | Norberto López Amado | Antonio Hernández Centeno         | 15 de fevereiro de 2023 |
| 3   | "El enigma" "O Enigma"                              | Norberto López Amado | Ramón Tarrés                      | 15 de fevereiro de 2023 |
| 4   | "Duelo"                                             | Aritz Moreno         | Antonio Hernández Centeno         | 15 de fevereiro de 2023 |
| 5   | "La caza de la paloma" "Caça à Pomba"               | Aritz Moreno         | Ramón Tarrés                      | 15 de fevereiro de 2023 |
| 6   | "Tezaru"                                            | Norberto López Amado | Antonio Hernández Centeno         | 15 de fevereiro de 2023 |
| 7   | "Mentiras"                                          | Norberto López Amado | Ramón Tarrés                      | 15 de fevereiro de 2023 |
| 8   | "Jaque mate" "Xeque-mate"                           | Norberto López Amado | Carmen López-Areal e Marina Efron | 15 de fevereiro de 2023 |

## Produção
Em 16 de abril de 2020, a escritor Blue Jeans anunciou que a produtora Morena Filmes havia adquirido os direitos de sua trilogia de romances La chica invisible, para adaptá-los em uma série de televisão. Em julho de 2022, Daniel Grao e Zoe Stein foram anunciados como os atores principais da série, que seria dirigida por Norberto López Amado e Aritz Moreno e teria suas filmagens concluídas no final do referido mês. A série foi filmada principalmente em Carmona, embora algumas filmagens tenham sido filmadas em El Viso del Alcor e Gerena.

## Lançamento
Em julho de 2022, junto com o anúncio dos atores principais, foi confirmado que o Disney+ havia comprado a série, com previsão de lançamento para 2023. A Beta Film conquistou os direitos de distribuição internacional em outros lugares além da América do Norte, América Latina, Ásia-Pacífico e Península Ibérica. La chica invisible recebeu uma pré-estreia no Teatro Cerezo de Carmona. A série foi lançada com seus 8 episódios na Espanha em 15 de fevereiro de 2023. Foi lançada na América Latina através do Star+ e em outros territórios através do hub Star do Disney+ em 22 de março de 2023.